# Джерело б/н («Квасок», Павлово)
Джерело б/н («Квасок») — гідрологічна пам'ятка природи місцевого значення. Об'єкт розташований на території Свалявського району Закарпатської області, с. Павлово.
Площа — 0,3 га, статус отриманий у 1984 році.